# Andreas Kühnel
Andreas Kühnel (* 5. April 1958 in Karl-Marx-Stadt) ist ein deutscher Pantomime, Regisseur und Hochschullehrer.

## Leben
Andreas Kühnel wurde in Karl-Marx-Stadt geboren und wuchs dort auf.
Nach einer Ausbildung zum Gasmonteur arbeitete er u. a. als Techniker am dortigen Theater. 1977 trat er der Pantomimegruppe „Tun als ob“ von Bernd Schürmann bei. 1983 ging Kühnel nach Berlin und wurde dort Mitglied des „Pantomimetheater vom Prenzlauer Berg“. Bis 1990 gehörte er diesem Ensemble und seiner Theaterleitung an. Von 1985 bis 1987 studierte Kühnel an der Staatlichen Artistenschule Berlin. Während seiner Bühnenlaufbahn spielte Andreas Kühnel u. a. in der „Compagnie Visage“, dem Clownsduo „Hampel und Pampel“ und den Comedietrios „Total Vital“ und „Total Fatal“. Wesentliche Einflüsse auf sein Spiel hatten Begegnungen mit Eberhard Kube, Reinhard Reim, Brigitte Bergese und Jean Soubeyran. In dieser Zeit entstanden u. a. die Arbeiten Der Horatier und die Kuratier am Pantomimetheater vom Prenzlauer Berg, Jeder hat Recht, Volpone am Theater im Theater im Palast (TiP) und Amapola an der Volksbühne Berlin.
Andreas Kühnel arbeitete an verschiedenen Schauspielschulen, u. a. an der Universität für Musik und darstellende Kunst Graz (2004–2006). Seit 2011 ist er Dozent für Bewegung, Akrobatik, Tai Chi, Bühnenkampf und Pantomime am Schauspielinstitut „Hans Otto“ an der Hochschule für Musik und Theater Leipzig. In den Sommertheaterinszenierungen der Schauspielstudierenden ist er für Akrobatik und Bühnenkampf verantwortlich, so u. a. Münchhausen, 2023 (Regie: Johanna Schall) und Troja, 2024 (R.: Jan Jochymski).
Kühnel arbeitet auch immer wieder am Theater, u. a. 2008 am Staatsschauspiel Dresden, König Lear (Choreografie, R.: Holk Freytag) und 2024 am Theater der Jungen Generation Dresden, Der Hase in der Vase (Körperarbeit, R.: Felicitas Loewe).
Eigene Regiearbeiten waren u. a. 2004 am Centre Bagatelle Berlin Ein Sommernachtstraum, 2004 Die Weibervolksversammlung von Aristophanes, 2006 Der Fächer, 2008 Die Puppen und 2009 Die Stunde, da wir nichts voneinander wussten von Peter Handke. Diese Inszenierung Kühnels wurde zum Internationalen Arezzo-Festival der Accademia dell Arte in Italien eingeladen. 2014 inszenierte er zur Eröffnung der Mall of Berlin Die Leipziger Platz Revue.
Andreas Kühnel lebt in Leipzig.